# Manuscrisul găsit la Saragosa
Manuscrisul găsit la Saragosa (în franceză Manuscrit trouvé à Saragosse) este un roman în ramă scris în franceză la sfârșitul secolului al XVIII-lea și începutul secolului al XIX-lea de către autorul polonez Contele Jan Potocki (1761–1815). Are loc în timpul războaielor napoleoniene și descrie alte evenimente care se petrec cu câteva decenii mai devreme, în timpul domniei regelui Filip al V-lea (fl. 1700–1746).
Romanul a fost adaptat într-un film în limba poloneză  în 1965, Manuscrisul găsit la Saragosa (în  poloneză Rękopis znaleziony w Saragossie), de către regizorul Wojciech Has, cu Zbigniew Cybulski în rolul căpitanului spaniol Alfonse van Worden. 
Romanul a fost tradus în limba română de Alexandru Sever (Editura Univers) și de Adriana și Mihai Mitu (Editura Minerva; Editura Nemira).

## Rezumat
Manuscrisul găsit la Saragosa prezintă povestiri în ramă, toate amplasate total sau parțial în Spania, cu o distribuție mare și colorată de țigani nomazi, hoți, inchizitori, un cabalist, un matematician, sora frumoasă a cabalistului, două prințese maure (Emina și Zubeida), cavaleri, slujitori, cardinali, strigoi și alte personaje pe care le întâlnește sau și le imaginează, sau despre care citește curajosul, probabil nebun, căpitanul gărzii valone Alphonse van Worden în munții Sierra Morena din Spania secolului al XVIII-lea în timp ce se îndrepta spre Madrid. În relatarea naratorului de-a lungul a șaizeci și șase de zile, numeroasele povestiri ale romanului repede umbresc povestea principală din cadru a lui Van Worden. Cea mai mare parte a povestirilor se învârte în jurul starostelui țiganilor Avadoro, a cărui povestire devine la rândul ei o povestire în cadru. În cele din urmă, accentul narativ se îndreaptă din nou spre povestirea în cadru a lui Van Worden și prezintă o conspirație care implică o societate musulmană subterană - sau poate în întregime halucinată care dezvăluie legăturile și corespondențele dintre aproximativ o sută de povestiri spuse în cele șaizeci și șase de zile ale romanului.
Povestirile acoperă o gamă largă de genuri și subiecte, inclusiv goticul, picarescul, erotismul, istoria, morala și filozofia; și, în ansamblu, romanul reflectă interesele extinse ale lui Potocki, în special fascinația sa profundă pentru societățile secrete, culturile supranaturale și „orientale”. Povestirile romanului din alte povestiri ating uneori mai multe niveluri de profunzime, iar personajele și temele - câteva teme proeminente fiind onoarea, deghizarea, metamorfoza și conspirația - reapar și-și schimbă forma de-a lungul romanului. Datorită structurii sale îmbelșugate și variate, romanul este comparat cu multe antecedente literare celebre, cum ar fi anticele colecții indiene Jataka și Panchatantra, dar și cu O mie și una de nopți și Decameronul ambele medievale.

## Versiuni ale romanului
Primele „zile” din Manuscrisul găsit la Saragosa au fost publicate inițial în 1805, separat de restul romanului, în timp ce povestirile cuprinzând povestea starostelui țiganilor au fost adăugate ulterior. Romanul a fost scris în mod incremental și a fost lăsat în forma sa finală - deși nu a fost niciodată complet finalizat - în momentul sinuciderii autorului în 1815.
Potocki a compus cartea în întregime în limba franceză. Secțiuni din manuscrisele originale în limba franceză s-au pierdut mai târziu, dar au fost traduse din nou în franceză după o traducere poloneză care a fost realizată în 1847 de Edmund Chojecki bazată pe o copie completă în limba franceză, dar acum pierdută.
Prima versiune integrală în limba franceză a lucrării, bazată pe mai multe manuscrise în limba franceză și pe traducerea poloneză din 1847 a lui Chojecki, a fost editată de René Radrizzani și a fost publicată în 1989 de renumita editură franceză a lui José Corti.
Traducerile romanului din franceză se bazează, pentru secțiunile lipsă, pe traducerea poloneză a lui Chojecki. Cea mai recentă ediție în limba engleză, publicată de Penguin Books în 1995, a fost tradusă de Ian Maclean.
Cea mai recentă și completă versiune în limba franceză până în prezent a fost editată de François Rosset și Dominique Triaire și publicată în 2006 la Leuven, Belgia, ca parte a unei ediții științifice critice a Lucrărilor complete ale lui Potocki. Spre deosebire de ediția lui Radrizzani din 1989 a Manuscrisului găsit la Saragosa, ediția lui Rosset și Triaire se bazează exclusiv pe manuscrisele în limba franceză ale lui Potocki găsite în bibliotecile din Franța, Polonia (în special, piese cu autograf necunoscute anterior pe care le-au descoperit la Poznań), Spania și Rusia, precum și în colecția privată a moștenitorilor lui Potocki.
Rosset și Triaire au identificat două versiuni ale romanului: una neterminată, din 1804, publicată în 1805; și versiunea completă din anul 1810, care pare să fi fost reconcepută complet în comparație cu versiunea din 1804. În timp ce prima versiune are un ton mai deschis, mai sceptic, a doua tinde spre o dispoziție mai întunecată și mai religioasă. Având în vedere diferențele dintre cele două versiuni, versiunile din 1804 și 1810 au fost publicate ca două cărți separate; edițiile broșate au fost publicate la începutul anului 2008 de către editura Groupe Flammarion.

## Adaptări
În 1965, regizorul Wojciech Has a adaptat romanul într-un film alb-negru în limba poloneză Manuscrisul găsit la Saragosa (în poloneză: Rękopis znaleziony w Saragossie), cu Zbigniew Cybulski în rolul principal. Filmul a fost lansat într-o versiune poloneză integrală (180 de minute) și în versiuni scurtate în alte țări (152 de minute în Statele Unite și 125 de minute în Regatul Unit).
Filmul a fost admirat de numeroși reprezentanți ai contraculturii din anii 1960, în special de chitaristul de la Grateful Dead, Jerry Garcia, care a finanțat o realizare a unei copii complete, precum și Martin Scorsese, Francis Ford Coppola și Luis Buñuel. Neil Gaiman a făcut referire la carte și film, în treacăt, în cel puțin trei lucrări diferite. Filmul a fost turnat lângă Częstochowa în partea de est a zonei montane Silezia-Cracovia unde se află locuri care imită peisajele spaniole din munții Sierra Morena și la Morskie Oko, Wrocław, în Polonia. Un număr excepțional de mare de actor a apărut pe platoul de filmare - în total 187, fără a lua în calcul figuranții. O schiță detaliată a intrigii filmului este disponibilă online.
În 1973, romanul a fost adaptat în Franța ca o mini-serie de televiziune cu 4 episoade, cu titlul „La Duchesse d'Avila”, cu Jean Blaise în rolul lui Van Worden.
Regretatul Vi Marriott a adaptat cartea pentru The Cherub Theatre Company, piesa de teatru a fost interpretată de aceasta trupă sub titlul Ten Days A-Maze și a câștigat mai multe premii la Festivalul de Artă Edinburgh Fringe din 1997.
O adaptare ulterioară este piesa în limba română Saragosa - 66 de zile, care a fost scrisă și apoi regizată de Alexandru Dabija în 1999 la Teatrul Odeon din București și pusă în scenă pentru prima dată la Festivalul Theatre der Welt din Berlin la 24 iunie 1999.
Christine Mary Dunford a adaptat o versiune pentru teatru în limba engleză după traducerea romanului realizată de Ian Maclean. 
Ulterior, romanul (și filmul) au acționat ele însele ca un cadru pentru un episod al serialului italian Inspector Montalbano.
În 2001, compozitorul José Evangelista a avut premiera operei sale „Manuscrit trouvé à Saragosse” pe un libret de Alexis Nouss bazat pe roman.
În 2017, regizorul italian Alberto Rondalli a adaptat cartea într-un film intitulat Agadah. Filmul are loc  în Regatul de Neapole. Contele Potocki, în casa sa elegantă, scrie un roman despre Alfonso van Worden, un tânăr ofițer bourbon, care trebuie să meargă de la Napoli la regele Carol de Bourbon, care tocmai a devenit rege după victoria spaniolilor în bătălia de la Bitonto din mai 1734. Alfonso trebuie să ajungă la regimentul său cât mai curând posibil și decide să traverseze un teritoriu, platoul Murgia din Apulia, care, potrivit slugii sale Lopez, este bântuit de fantome și demoni. Călătoria va dura în mod simbolic 10 zile (spre deosebire de carte unde are loc în 66 de zile) și va fi plină de întâlniri cu personaje ciudate  suspendate undeva între realitate și magie, ceea ce îl va ajuta să-și desfășoare inițierea într-o organizație secretă a francmasoneriei, căreia i-a aparținut însuși Potocki.

## Personaje
- Alphonse van Worden, naratorul
- Șeicul Gomelez, misterios șef al conspirației
- Emina și Zubeida, surori tunisiene
- Pustnicul (care se dovedește a fi șeicul Gomelez)
- Pacheco, slujitor posedat al pustnicului
- Rabinul Zadok ben Mamoun aka Don Pedro de Uzeda, un cabalist
- Doña Rebecca Uzeda, sora cabalistului
- Ahasuerus, evreul rătăcitor
- Don Pedro Velásquez, un geometru
- Señor Avadoro sau  Pandesowna, un staroste al țiganilor
- Don Toledo, un cavaler cu multe amante
- Busqueros, o pacoste
- Frații Zoto, o pereche de bandiți atârnați în ștreang. Zoto însuși se ascunde undeva în munții din apropiere.